# Вайдор (Техас)
Вайдор (англ. Vidor) — город в США, на юго-востоке Техаса, на западе округа Ориндж. Город расположен в десяти километрах (шести милях) к востоку от Бомонта. Вайдор — главным образом спальный район для расположенных по соседству Бомонта и Порт-Артура. Является частью агломерации Бомонт—Порт-Артур. По переписи населения 2000 года в городе проживало 11 440 человека.